# Graeconiscus paxi
Graeconiscus paxi is een pissebed uit de familie Trichoniscidae. De wetenschappelijke naam van de soort is voor het eerst geldig gepubliceerd in 1961 door Strouhal.